# 사물인터넷

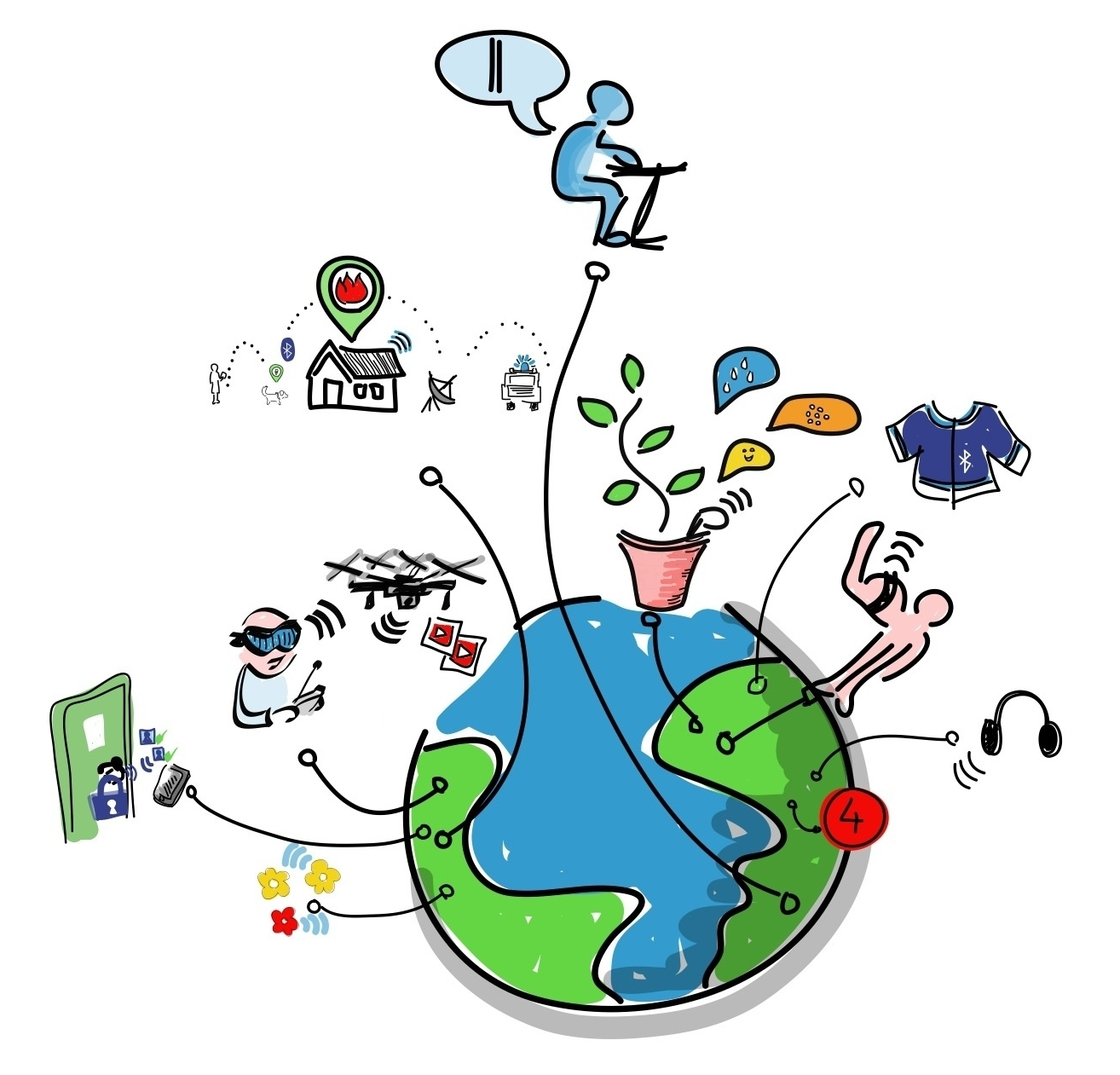
사물인터넷을 나타낸 그림.

사물 인터넷(영어: Internet of Things, IoT)은 각종 사물에 센서와 통신 기능을 내장하여 인터넷에 연결하는 기술, 즉 무선 통신을 통해 각종 사물을 연결하는 기술을 의미한다. 여기서 사물이란 가전제품, 모바일 장비, 웨어러블 디바이스 등 다양한 임베디드 시스템이 해당된다.

## 개요
사물인터넷에 연결되는 사물들은 각각이 구별될 수 있는 유일한 아이피를 가지고 인터넷으로 연결되어야 하며, 외부 환경으로부터의 데이터 취득을 위해 센서를 내장할 수 있다. 모든 사물이 해킹의 대상이 될 수 있어 사물인터넷이 발전함에 따라 컴퓨터 보안의 중요성도 함께 증대되고 있다.
정보 기술 연구 및 자문회사 가트너에 따르면 2009년까지 사물인터넷 기술을 사용하는 사물의 개수는 9억여 개였으나 2020년까지 이 수가 260억 개에 이를 것으로 예상되었다. 이와 같이 많은 사물이 연결되면 인터넷을 통해 방대한 데이터가 모이게 되는데, 이렇게 모인 데이터는 기존 기술로 분석하기 힘들 정도로 방대해진다. 이것을 빅 데이터라고 부른다. 따라서 빅 데이터를 분석하는 효율적인 알고리즘을 개발하는 기술의 필요성이 사물인터넷의 등장에 따라 함께 대두하고 있다.
시스코 시스템즈의 조사에 따르면, 2013년부터 2022년까지 10년간 사물인터넷이 14조 4천억 달러의 경제적 가치가 있을 것이라고 예상된다.

## 기술적 바탕

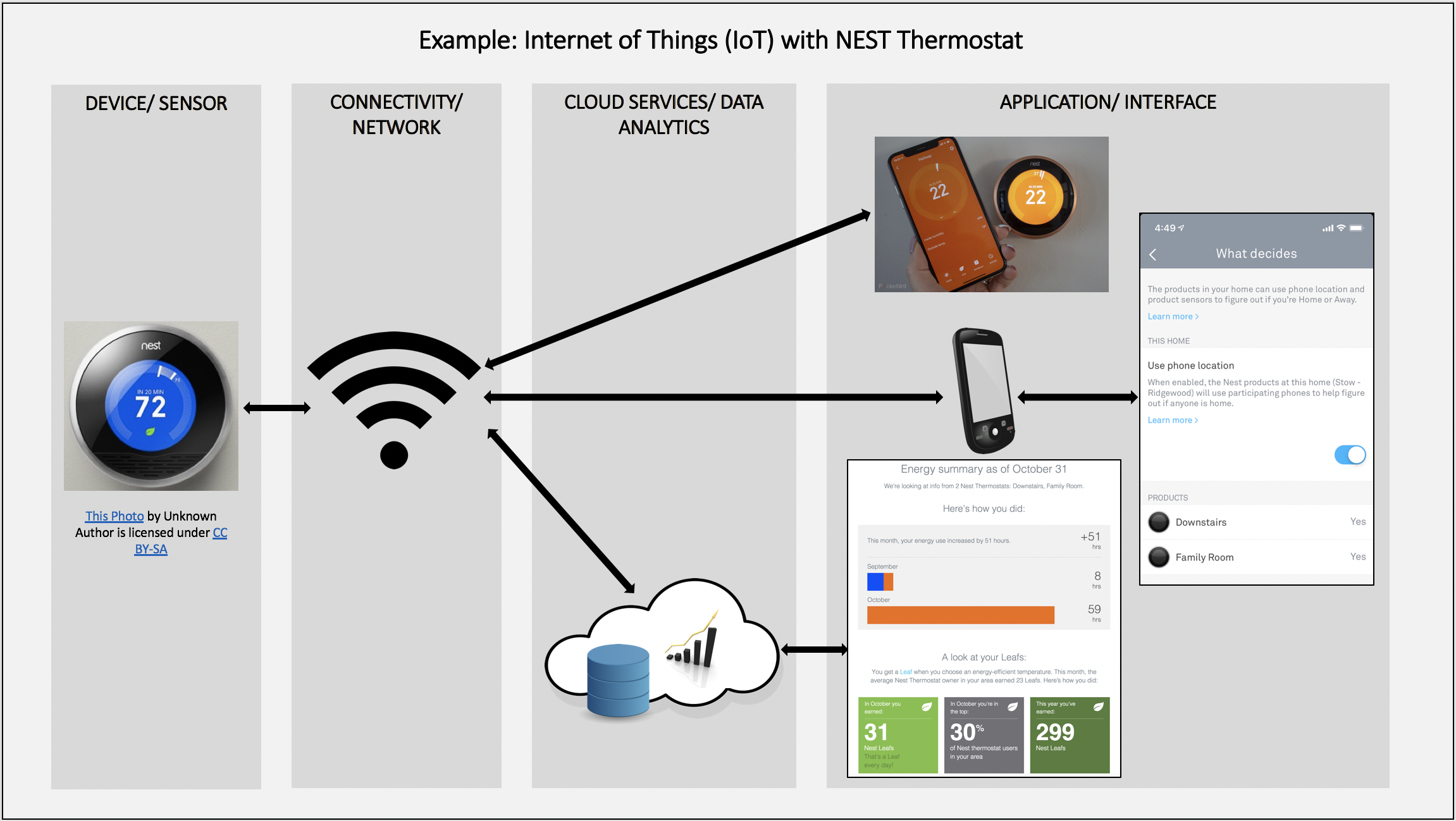
사물인터넷 이용의 한 예로, 가정용 온도조절장치를 연결하는 것이 있다.

사물인터넷을 구축하기 위해서 기술적인 설정은 크게 사물신원확인, 의사소통이 가능한 네트워크 구축, 사물에 감각 부여, 컨트롤 가능성으로 나누어 볼 수 있다.

### 사물 신원 확인
사물인터넷에 참여하는 각각의 개체는 다른 개체로 하여금 스스로를 식별할 수 있게 해주는 신원이 필요하다. 근거리에 위치한 사물의 신원을 나타내는 기술은 RFID기술이지만 보다 넓은 범위의 네트워크 상에서 개별 사물의 신원을 확인하기 위해서는 개별 사물에 IP주소를 부여해야 한다. 이에 따라 IP주소에 대한 수요는 증가하였고 기존에 존재했던 32비트인 IPv4 체계로는 증가하는 사물들의 주소를 모두 할당하는 데 어려움이 따른다는 한계가 나타났다. 이로 인해 128 비트인 IPv6 체계의 필요성이 대두되고 있다 (다만, 이는 각 말단 사물 개체들이 인터넷 망에 직접 접속할 때를 전제로 하는 조건이며, 가정, 기업 등의 로컬 네트워크에 위치한 말단 사물들이 사설 IP주소를 이용하여 로컬 서버를 경유해 인터넷으로 정보를 주고 받는 경우에는 수요가 급격히 많아지는 것을 방지할 수 있다). 한편, 인터넷공급사업자인 ISP들이 가입자에게 제공하는 공인 IP주소를 일부 제한하고 있고, 추가 할당을 위해서는 비용을 지불해야하기 때문에 개별 가입자가 절대다수의 말단 사물을 공인 IP주소를 사용하여 인터넷에 바로 연결하는 것은 비용상 타당성이 없는 한계가 있음을 감안해야만 한다. 스마트미디어 산업이란 ICT가 융합해서 만들어진 새로운 산업이다.

### 네트워크 구축
사물들은 스스로가 취합한 정보를 필요에 따라 다른 사물과 교환, 취합함으로써 새로운 정보를 창출할 수 있어야 한다. 사물끼리의 일관된 정보전달 방법을 확립하기 위해 HTTP를 대체할 MQTT 프로토콜이 제시되었고 OASIS(Organization for the Advancement of Structured Information Standards)에서는 MQTT를 사물 인터넷의 표준 규약으로 사용하고 있다.

### 감각 부여(센서부착)
사물에 청각, 미각, 후각, 촉각, 시각 등을 부여해 주변 환경의 변화를 측정할 수 있도록 한다. 사물에 부여되는 감각은 오감에 한정되지 않고 RFID, 자이로스코프, 가이거 계수기 등을 통한 감각으로 확장될 수 있다. 예컨대 이불의 경우 감압센서와 습도센서를 통해 사용자가 수면 중 몇 번 뒤척였는지, 얼만큼 땀을 흘렸는지 등을 측정할 수 있다.

### 컨트롤 가능성
임의적인 조작을 통해 사용자는 사물에게 행동을 지시할 수 있다.

## 사례

### 개인 부문
차량을 인터넷으로 연결하여 안전하고 편리한 운전을 돕는다. 심장박동, 운동량 등의 정보를 제공하여 개인의 건강을 증진시킨다. 주거환경을 통합 제어할 기술을 마련하여 생활 편의를 높이고 안전성을 제공한다.
한국에서는 삼성이나 LG 등에서 사물 인터넷 기술을 사용한 스마트 홈을 출시하였다.
2014년 1월 6일, 구글은 아우디, GM, 구글, 혼다, 현대, 엔비디아를 중심으로 OAA(Open Automotive Alliance)를 구성해 안드로이드 운영체제를 기반으로 한 커넥티드 카를 만들기 위해 노력하고 있다.

### 산업 부문
공정을 분석하고 시설물을 모니터링하여 작업 효율과 안전을 제공한다. 생산, 가공, 유통부문에 사물인터넷 기술을 접목하여 생산성을 향상시키고 안전유통체계를 확보한다. 주변 생활제품에 사물인터넷을 투입하여 고부가 서비스 제품을 생산한다.
산업 서비스로서의 사물인터넷은 일반적으로 다음과 같은 전제 조건이 필요하다.
필수 조건, 이용자 경험을 고려할 것.
사물을 연결하는 과정에서 이용자 경험(UI/UX)을 고려한다는 것은 '서비스형 사물(Things as a Service, TaaS)'을 위한 매우 중요한 요소로 작용한다. 기존에 잘 있던 사물을 굳이 연결하는 과정이 기업 논리라면, 이용자 경험을 고려한 사물 간의 연결은 이용자 설득 논리가 된다.
옵션, 기술 진입 장벽이 높지 않을 것. .
필수 조건 1개와 옵션 조건 1개를 놓고 사물인터넷을 바라보면 사례를 발견하기가 어렵지 않다. 넓게는 PDA, 스마트폰, 블루투스 스피커 등 이미 일상에 보편화된 사물 역시 사례에 포함된다.

### 공공 부문
CCTV, 노약자 GPS 등의 사물인터넷 정보를 사용해 재난이나 재해를 예방한다. 대기 상태, 쓰레기양 등의 정보를 제공받아 환경오염을 최소화한다. 에너지 관련 정보를 제공받아 에너지 관리 효율성을 증대시킨다. 미국, 중국, 유럽연합, 일본 등의 국가는 정보통신기술을 기반으로 교통, 공공행정 등의 다양한 도시 데이터를 개방하여 도시 전체의 공공기물들과 주민들이 효율적으로 상호작용하는 스마트시티 건설을 추진하고 있다.
스페인 바르셀로나 시에서는 빈 주차공간을 감지해 주차 정보를 공유하거나 쓰레기통의 포화 상태를 측정해 수거 트럭에 정보를 송신하는 등 사물인터넷 개념을 활용한 도시 관리 시스템을 구축하였다.

뉴욕시에서는 마이크로소프트와의 협력을 통해 cctv, 방사능 감지기, 자동차번호판 인식장치를 연계하여 의심스러운 사람이나 차량의 정보를 현장경찰과 소방서 등의 기관에 전달하는 대테러 감지시스템(Domain awareness system)을 구축하였다.

## 부작용

### 해킹 취약성
노턴라이프록은 IoT기술이 보편화함에 따라 발생할 수 있는 해킹 가능성에 대해 지적하였다. 다수의 IoT 기기의 기반인 리눅스 운영체제가 기기에서 올바른 보안을 갖추지 못하거나 적절한 업데이트가 이루어지지 않을 경우 리눅스 웜에 의해 해킹당할 위험이 존재한다.
실제로 IoT 환경에서 보안 취약점을 악용해 사생활을 침해한 사례도 있다. 미국에서 아기 모니터링 카메라인 SecurView를 생산, 판매하는 회사인 TRENDnet은 자사 제품에 올바른 보안 시스템을 구축하지 못한 채 이를 유통했다. 결과적으로 이 제품은 700여 가구의 가정 내부 영상을 해커들에게 유출했고 TRENDnet은 연방거래위원회로부터 제재를 받게 되었다.
IoT가 대중화됨에 따라 IoT 전체 시스템에 대한 많은 이슈가 존재한다. 이들은 각 계층의 해결책을 단순히 나열함으로써 해결되지 않는다. 다양한 응용 분야에서 서로 다른 보안 이슈가 존재한다. 예를 들어, 지능형 운송과 지능형 진료는 데이터 보안이 매우 중요하다. 그러나 지능형 도시 관리나 스마트 환경(smart green)은 인증이 더 중요하다. 최상의 보안을 위해서는 서로 다른 응용 시스템에서의 차별적인 중요도를 고려해야 한다. 또한, 한 계층의 보안 문제만 해결하는 것이 아니라, 여러 계층에 대한 협력적 해결 방법을 개발하고 계층 교차적인(cross-layer) 접근을 해야 한다. 이를 위해 자율적이고 이질적인 시스템 통합 모델을 구축하는 기술이 필요하다. 또한, 대규모 이질적 네트워크를 구축하기 위하여 계층 교차적인 통합 기술을 개발할 필요가 있다.
또한 IoT기술은 인간의 뇌를 해킹해 정보를 빼갈 수 있다. 테슬라의 최고경영자 일론 머스크는 뇌, 컴퓨터 인터페이스(BCI)회사인 뉴럴링크를 설립하고 운영하고 있으며 페이스북 최고경영자 마크 저커버그또한 "언젠가는 당신의 마음만을 사용해 서로 소통할 수 있는 날이 올 것"이라고 했다. 이는 인간 스스로에 대한 컨트롤권이 사라질 수도 있다는 위험성을 나타낸다. 

### 표준의 부족
IoT 기술 발달에 따른 부작용의 또 다른 하나는 표준의 부족이다. IoT 기술이 발달 될수록 이 표준의 부족에 따른 경쟁은 계속해서 과열될 것이라고 한다. IoT는 프로토콜 즉, 컴퓨터 간에 정보를 주고받을 때 사용하는 일정 규칙을 기반으로 하여서 사물들에게 이 IoT 기술을 접목한다. 프로토콜의 간단한 예는 현재 우리가 URL에 사용하는 https이다. 이러한 기준이 필요한데 모든 사물에 인공 지능 기술을 넣게 되면 https 하나로는 기술의 발달이 일어날 수 없다. 더 많은 기준과 표준이 마련되어 그에 따라 이 IoT 기술은 행해져야 한다. 또한, 모든 사물에 이 IoT 기술을 접목하기 때문에 오픈 네트워크를 바탕으로 실행된다. IoT라는 이 신기술이 발달하는 동안에는 표준에 따른 회사 간 또는 나라 간의 경쟁은 계속해서 치열해지는 부정적인 영향을 낳게 된다는 것이다. 그 예로, 현재 Google과 Nest가 Nest Platform을 만들기 위해 활발히 연구를 진행 중이고 이 외에도 Cisco, Qualcomm, IBM, BroadCam, Samsung, Microsoft 등이 이 표준을 만들기 위해 연구를 활발히 진행 중이다. 자세한 사례를 하나 더 들자면, Qualcomm이라는 회사가 AllJoyn이라는 IoT를 위한 새로운 프로토콜을 만들었고 이에 대항하여 Google은 Thread라는 프로토콜을 만들었다. 또한, intel은 오픈 상호연결 컨소시엄이라는 협력단을 만드는 등의 프로토콜 전쟁이 시작되고 있다.

### 환경의 영향
현재 Electronic waste라 불리는 e-waste의 폭발적 증가에 관련한 문제의 발생이 늘어나고 있다. 급격하게 증가하는 소형 전기 부품이 증가하는 e-waste에 기여하고 있다. 모든 사물에 전기 전자의 부품이나 정보가 적용되기 때문에 그에 따른 쓰레기의 발생은 환경에 많은 영향을 끼칠 것이라는 것이다. 이 환경적 영향을 최소화하기 위해선 사물의 효율과 내구성을 높이는 것이 매우 중요하다고 한다. 정보가 전달되고 저장되는 과정이 효율적이게 최소화되어야 한다는 것이다.

## 대한민국의 현황

### 방송통신위원회
- 2009년 10월 -〈사물지능통신기반구축 기본계획〉발표[20]
- 2010년 5월 - 10대 미래 서비스에 사물 인터넷을 선정[21]
- 2011년 5월 - 사물지능통신 종합지원센터 개소[22]
- 2011년 10월 - 7대 스마트 신산업 육성 전략에 사물 인터넷을 포함[23]

### 과학기술정보통신부
- 2014년 5월 -〈사물 인터넷 기본 계획〉발표[24]
- 2014년 5월 - 사물 인터넷 혁신센터 개소, 사물인터넷 글로벌 협의체 출범[25]

### 행정안전부
- 2024년 6월 - 사물인터넷을 활용한 안전대책 내용이 포함된〈제5차 국가안전관리기본계획(2025~2029)〉확정[26]

## 관련 기업
사물인터넷 시장에 진출할 계획이 있는 기업으로는 미국의 시스코, 대한민국의 삼성전자 등이 있다. 그 외에 SK텔레콤 등 네트워크 통신 관련 기업들이 사물인터넷이 본격화되면 수혜를 입을 것으로 전망된다. 네이버와 같은 IT 기업 역시 자회사 네이버클라우드의 클라우드 컴퓨팅 사업부인 네이버클라우드플랫폼을 통해 Cloud IoT Core와 같은 서비스를 제공하면서 초석을 다지고 있다.
2013년부터 대한민국 내에서는 지엠피, 에스넷, 기가레인 등 여러 가지 사물 인터넷 테마주들이 관련주로서 거론되며, 2014년 상반기 증시에서 많은 주목을 받았다. 다만 본격적으로 사물인터넷 시대가 도래할 때 어떠한 기업이 실제 수혜를 입을지에 대해서는 논란이 있는 상황이다.
삼성전자는 2014년 12월 조직개편에서 '사물인터넷'(Internet of Things·IoT) 시대에 대비할 전략 조직을 신설하는 방안을 추진하였다. 이재용 삼성전자 부회장은 그동안 사물인터넷을 '새 미래 먹거리'로 보고 관련 해외기업들을 인수 인계하며, 글로벌 기업들과의 협력 관계를 공고히 해왔다.

## 비교
- 만물 인터넷(IoE) 〉사물인터넷(IoT) 〉사물 통신(M2M)
  - 만물 인터넷: 특정 기업이 만들어낸 조어임.[32]
  - 사물인터넷: 인터넷의 영역으로 들어옴.
  - 사물 통신: 인터넷의 영역으로 들어오지는 못함.

## 같이 보기
- 사물통신
- 유비쿼터스
- 착용 컴퓨터(웨어러블 컴퓨터)
- CoAP
- AIoT